# Philinos von Akragas
Philinos von Akragas (altgriechisch Φιλῖνος Philínos) war ein antiker griechischer Geschichtsschreiber, der aus Akragas auf Sizilien stammte. Er lebte in der zweiten Hälfte des 3. Jahrhunderts v. Chr.
Philinos verfasste ein Geschichtswerk, von dem nur Fragmente überliefert sind. Der genaue Umfang ist unbekannt. Es diente Polybios als eine wichtige Quelle für die Geschichte des ersten punischen Krieges; auch Diodor hat das Werk benutzt. Nach Polybios’ Angaben schrieb Philinos von einem pro-karthagischen Standpunkt aus, während für Polybios als Korrektiv für die römische Seite Quintus Fabius Pictor diente. Dies sagt aber nur etwas über den jeweiligen Standpunkt der Verfasser, weniger über die Qualität des Werks aus. Diese muss recht hoch gewesen sein, denn Polybios scheint sich über längere Passagen vor allem auf Philinos gestützt zu haben.
Polybios berichtet unter anderem von einem bei Philinos überlieferten römisch-karthagischen Vertrag (Philinosvertrag), der die gegenseitigen Interessensphären regelte. Die Historizität dieses Abkommens ist aber umstritten.

## Textausgaben
- Die Fragmente der griechischen Historiker, Nr. 174.